# Forest-sur-Marque
Forest-sur-Marque é uma comuna francesa na região administrativa de Altos da França, no departamento do Norte. Estende-se por uma área de 1.05 km². Em 2010 a comuna tinha 1 485 habitantes (densidade: 1 414,3 hab./km²).